# Geo (automerk)
Geo is een voormalig Amerikaans automerk dat van 1989 tot 1997 kleine Japanse auto's en SUV's op de Amerikaanse markt bracht. Geo was een onderafdeling van de Chevrolet-divisie van General Motors. In 1997 werd het merk opgenomen in Chevrolet.

## Historiek
In het begin van de jaren 80 was General Motors er na twee decennia nog steeds niet in geslaagd om een kwalitatieve kleine auto te produceren tegen een competitieve prijs. Daarop ging General Motors te rade bij Toyota, die door een proces van continue verbetering wel kwalitatieve kleine auto's op een efficiente manier tegen lagere kosten konden bouwen.
Tijdens de economische recessie begin jaren 80 werd Toyota in de Verenigde Staten op zijn beurt geconfronteerd met protectionistische maatregelen om de invoer van Japanse auto's aan banden te leggen. Een aantal Japanse autofabrikanten had daarom aangeboden om een tijdelijk quotasysteem in te voeren dat de auto-export uit Japan zou beperken. Dit zou acceptabel geweest zijn voor Toyota, ware het niet dat concurrent Honda pas een autofabriek in de Verenigde Staten geopend had en daardoor een kwart miljoen meer auto's zou kunnen verkopen die niet onder de exportquota vielen.
Daarom richtten General Motors en Toyota een nieuwe joint venture New United Motors Manufacturing (NUMMI) op om samen kleine auto's te gaan produceren in een onlangs gesloten GM-fabriek in Fremont (Californië). In afwachting van de realisatie van het Saturn-project was NUMMI voor General Motors een uitgelezen kans om de Japanse productie- en managementtechnieken te bestuderen. Voor Toyota zorgde NUMMI dan weer voor autoverkopen die niet onder de exportquota vielen. Eind 1983 rolden de eerste modellen van de band: de vijfde generatie Toyota Corolla en de eveneens vijfde generatie Chevrolet Nova, al was die laatste eigenlijk gewoon een Corolla met Chevrolet emblemen.
Hoewel General Motors met deze Chevrolet Nova eindelijk een degelijke kleine auto in zijn assortiment had, liep de verkoop niet zoals verwacht. Na de Corvair uit de vroege jaren 60 met zijn slechte wegligging, de Vega uit de jaren 70 die door tal van ontwerpfouten kampte met motor-, veiligheids- en roestproblemen, en de Citation uit 1980 met zijn blokkerende remmen die chauffeurs de controle over hun voertuig deden verliezen, kampte Chevrolet met een ernstig imagoprobleem.
Uiteindelijk besliste General Motors om in 1989 het nieuwe merk Geo te lanceren om via Noord-Amerikaanse Chevrolet-dealers een gamma aan kleine gerebadgede Japanse auto's uit de compacte klasse en de compacte middenklasse aan te bieden. Het aanbod van Geo bestond uit vier modellen: De door NUMMI gebouwde Chevrolet Nova werd de Geo Prizm. Een in Canada geproduceerde Suzuki Swift werd de Geo Metro, samen met een door Suzuki geproduceerde SUV die de naam Geo Tracker kreeg. En ten slotte was er nog een Isuzu Impulse-sportcoupé die de Geo Storm werd.
Vanaf 1992 waren de modellen van Geo ook in Canada verkrijgbaar. Het merk werd in 1997 opgedoekt, waarna de modellen onder de naam Chevrolet verder door het leven gingen.

## Modellen

### Geo Metro
De Geo Metro was een kleine auto uit de compacte klasse die gebaseerd was op de Suzuki Swift. De wagen werd geproduceerd van 1989 tot 2001. De eerste generatie werd aangeboden als driedeurs hatchback, vijfdeurs stationwagen en vierdeurs sedan. Die laatste werd alleen in Canada verkocht. Van 1990 tot 1993 was er ook een cabriolet verkrijgbaar. Er werden drie uitrustingsniveaus aangeboden: XFi, basisniveau en LSi. De XFi had een minder performante maar zuinigere motor. Alle Metro's werden aangedreven door een driecilindermotor in combinatie met een handgeschakelde vijfversnellingsbak of een drietraps automatische transmissie. De cabriolet was het  enige model van de eerste generatie die met een airbag uitgerust was.
In 1995 kwam de tweede generatie Metro op de markt met een moderner uiterlijk, een viercilindermotor, standaard dubbele airbags en optionele ABS. De vijfdeurs hatchback werd vervangen door een vierdeurs sedan. De XFi keerde niet terug voor 1995 en alleen de basis- en LSi-modellen werden aangeboden. De basisuitvoering van de hatchback bleef de driecilindermotor gebruiken.
In 1998 werd de Metro, die ondertussen onder de naam Chevrolet Metro aangeboden werd, voor de laatste keer vernieuwd. Naast een kleine facelift met verbeterde koplampen kreeg de auto een performantere viercilindermotor.

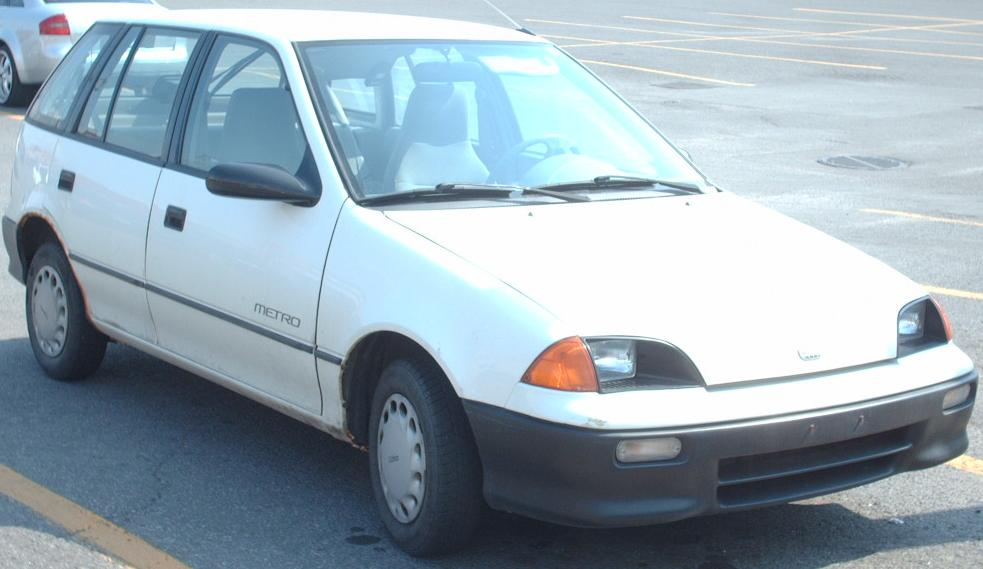
Geo Metro stationwagen (1988–1994)
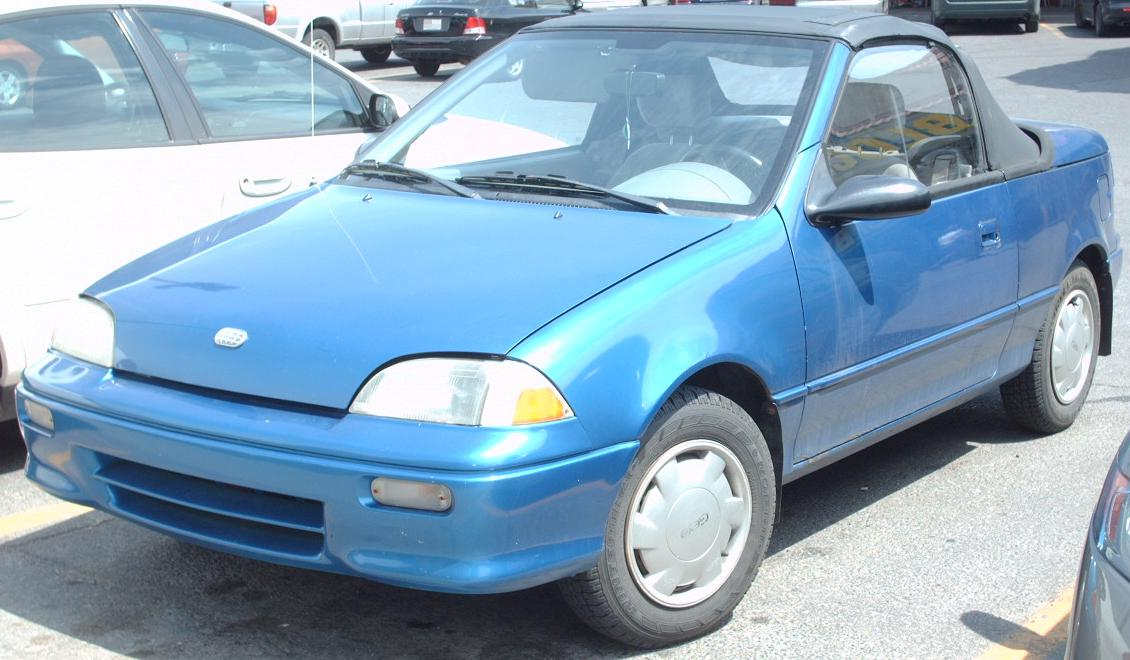
Geo Metro cabriolet (1991–1993)
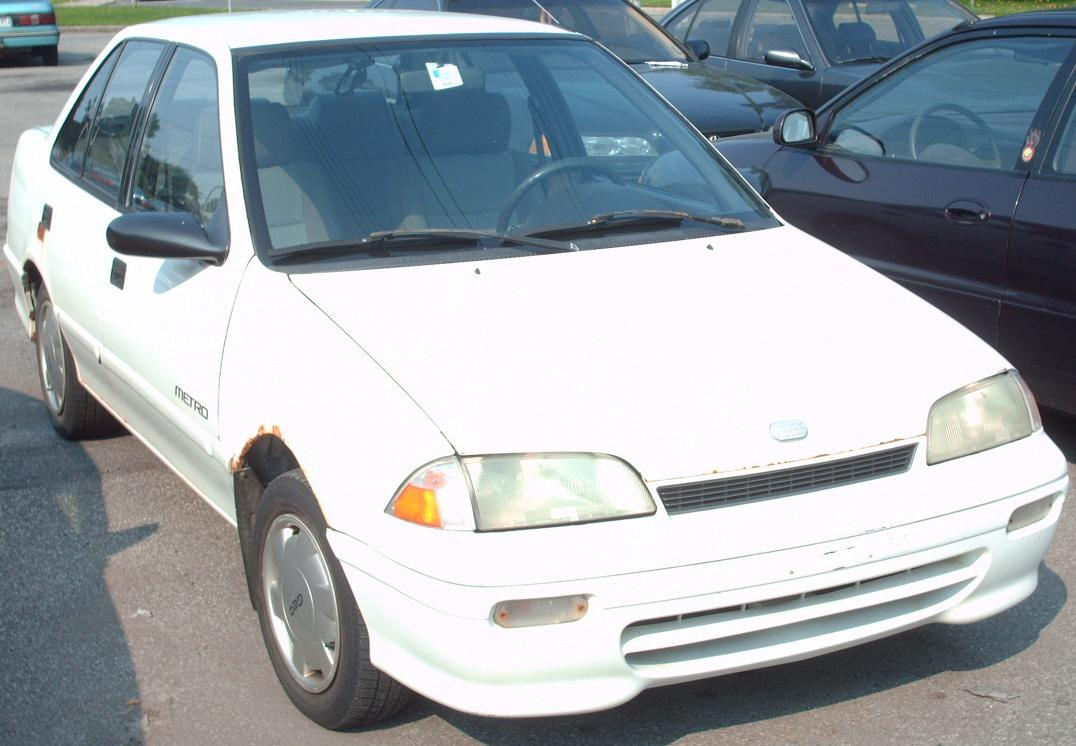
Geo Metro sedan (1991–1994)
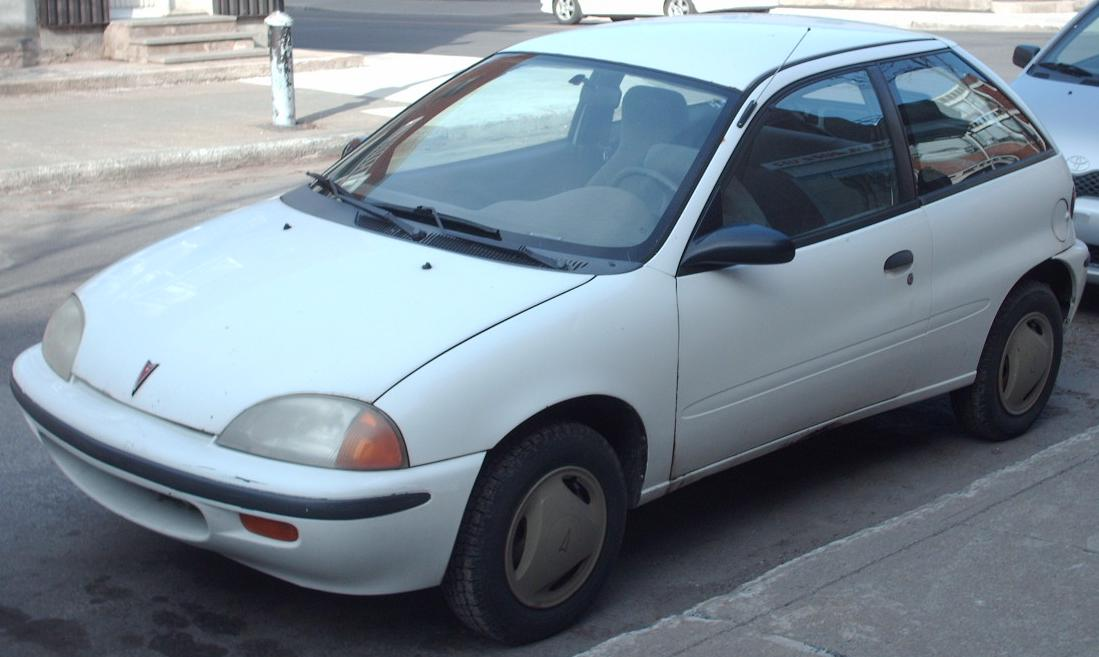
Geo Metro hatchback (1995–1997)

### Geo Prizm
De Geo Prizm was een compacte middenklasser die gebaseerd was op de Toyota Corolla en van 1989 tot 2002 aangeboden werd als opvolger van de Chevrolet Nova. De wagen was aanvankelijk beschikbaar als vierdeurs sedan en vijfdeurs hatchback, maar die laatste werd in 1991 geschrapt. De Prizm werd aangedreven door een 1,6-liter viercilindermotor met 103 pk. Er was keuze uit een basismodel of een meer luxe LSi-versie  met een optionele 1,8-liter motor en een viertraps automatische transmissie. Ook een lederen interieur was beschikbaar als optie voor het LSi-model. Van 1990 tot 1992 was er ook een sportief GSi-model met een motorvermogen van 132 pk.
In 1992 kreeg de Geo Prizm een facelift, waarbij ook het motorenaanbod herzien werd met een 1,6-liter viercilinder van 104 pk en een 1,8-liter viercilinder van 117 pk. In 1998 was er een tweede facelift en kreeg de wagen, die ondertussen verkocht werd als Chevrolet Prizm, een 1,8-liter viercilinder van 128 pk.
De Prizm-modellijn werd niet aangeboden in Canada.

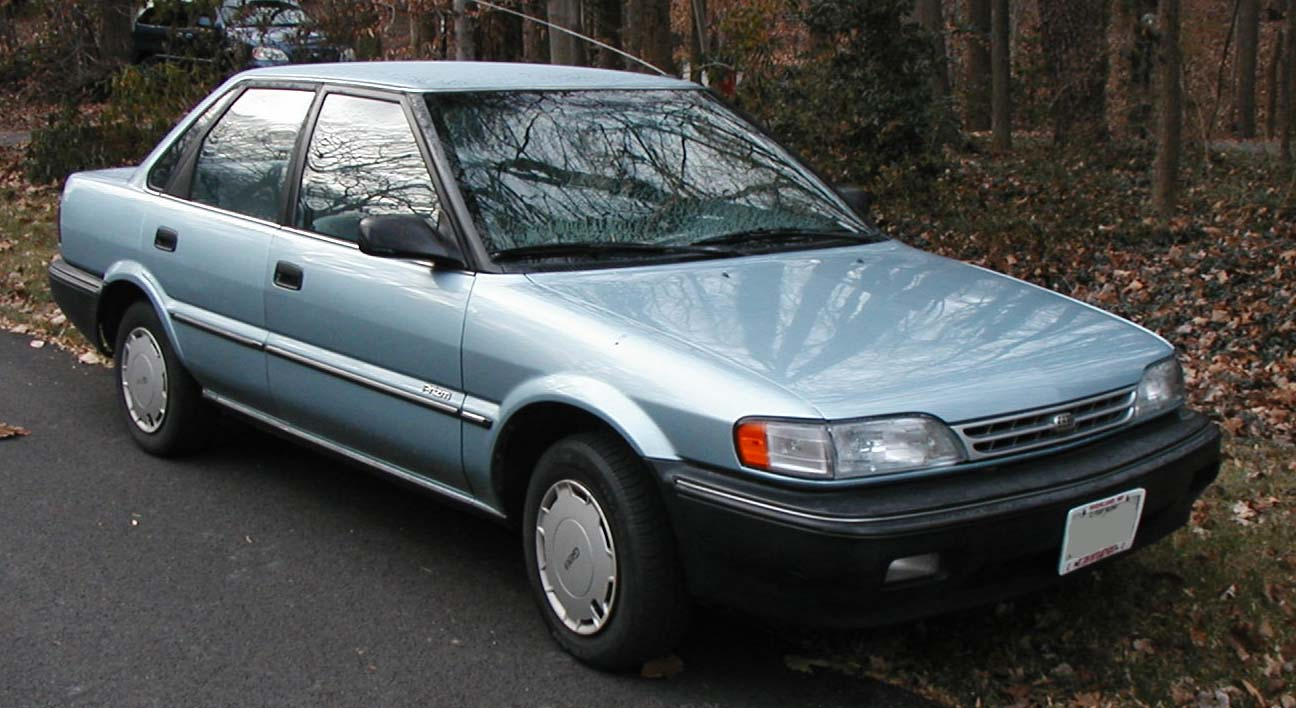
Geo Prizm sedan (1988–1992)
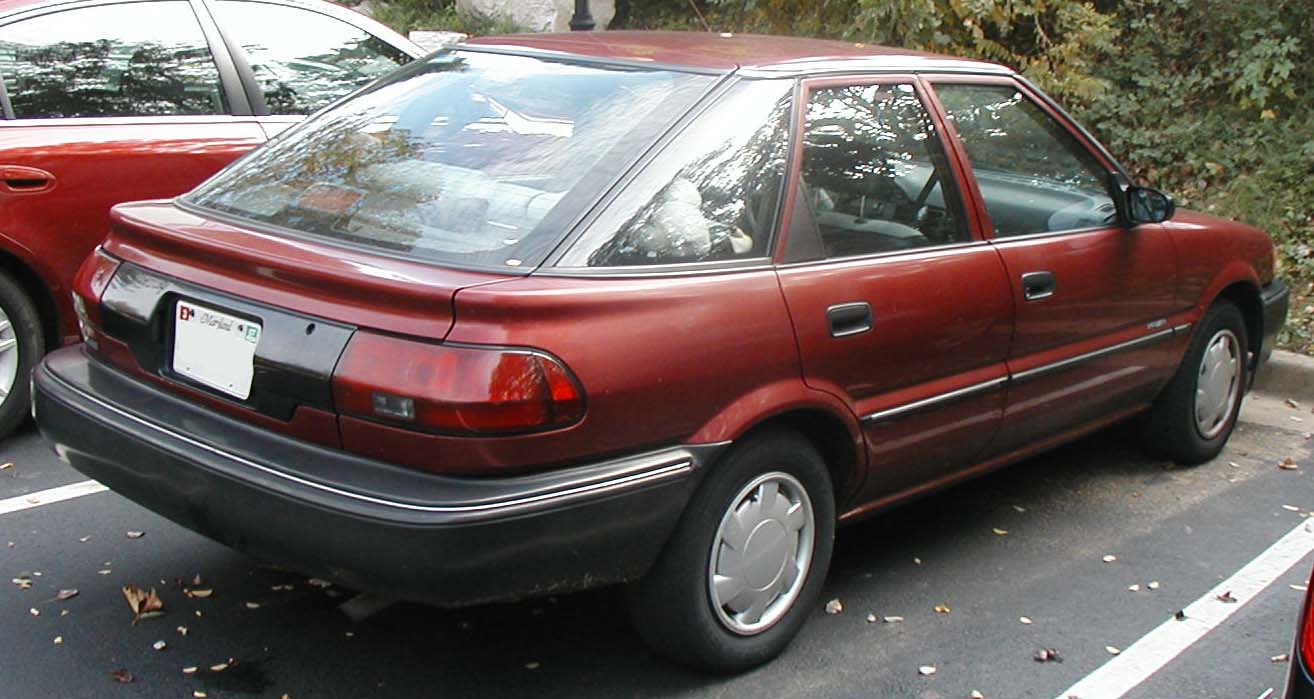
Geo Prizm hatchback (1988–1991)
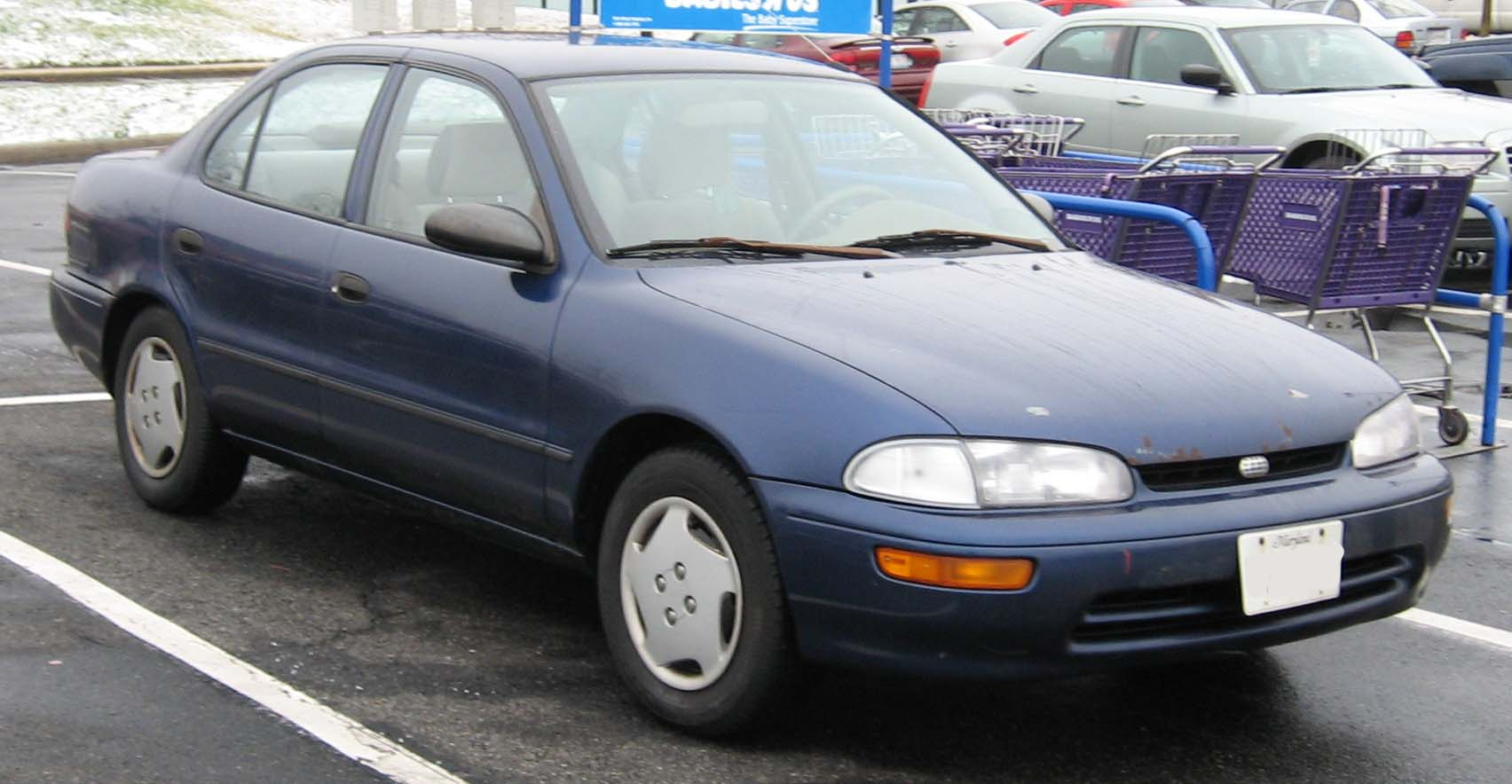
Geo Prizm sedan (1992–1998)
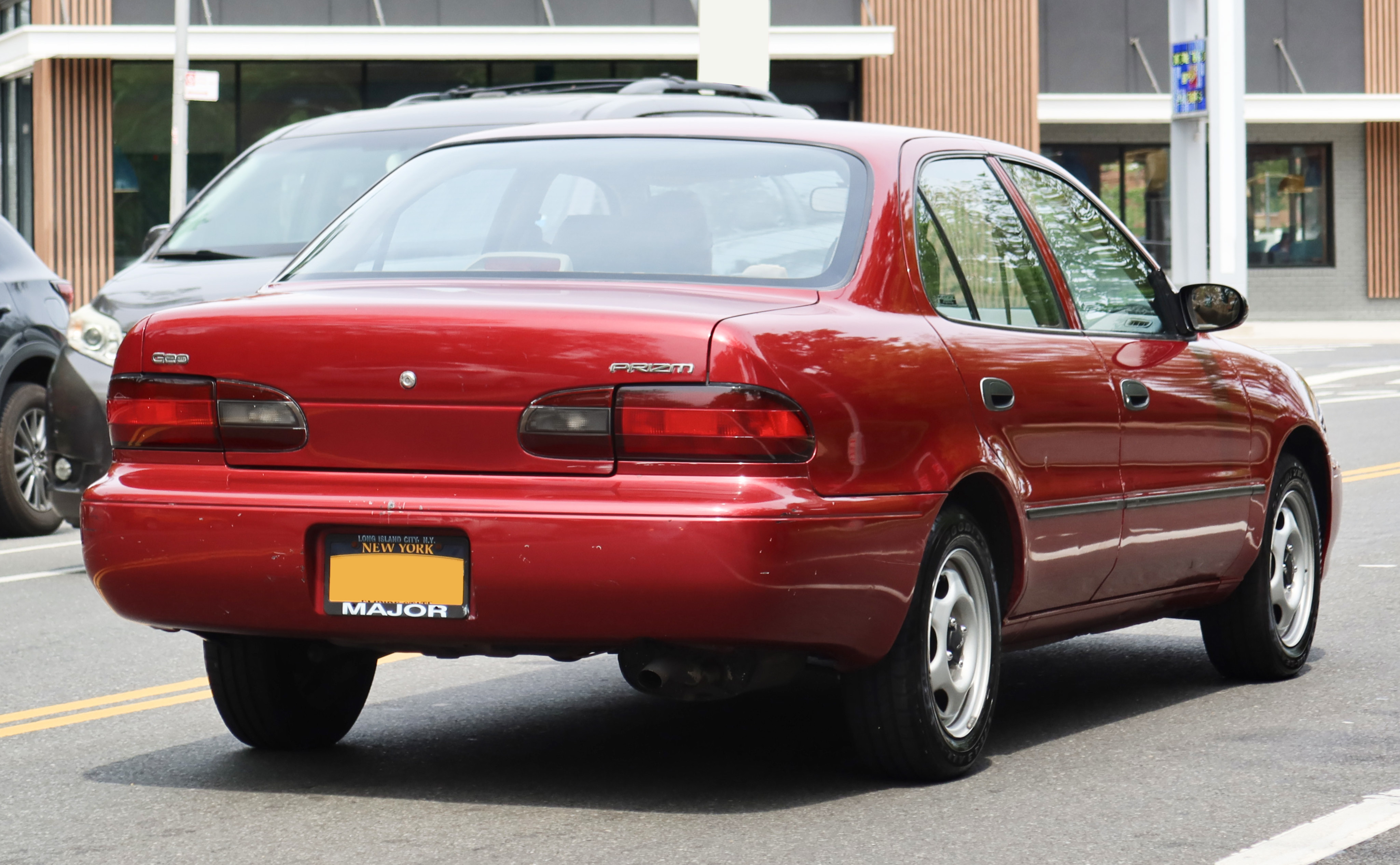
Geo Prism sedan (1992-1998), achteraanzicht

### Geo Spectrum
De Spectrum was een model uit de compacte klasse dat gebaseerd was op de Isuzu Gemini. De wagen werd van 1985 tot 1988 als Chevrolet Spectrum verkocht. Met de lancering van het merk Geo in 1989, werd de Spectrum omgedoopt tot Geo Spectrum. De Geo Spectrum was enkel in 1989 te koop en werd in 1990 vervangen door de Geo Storm hatchback.

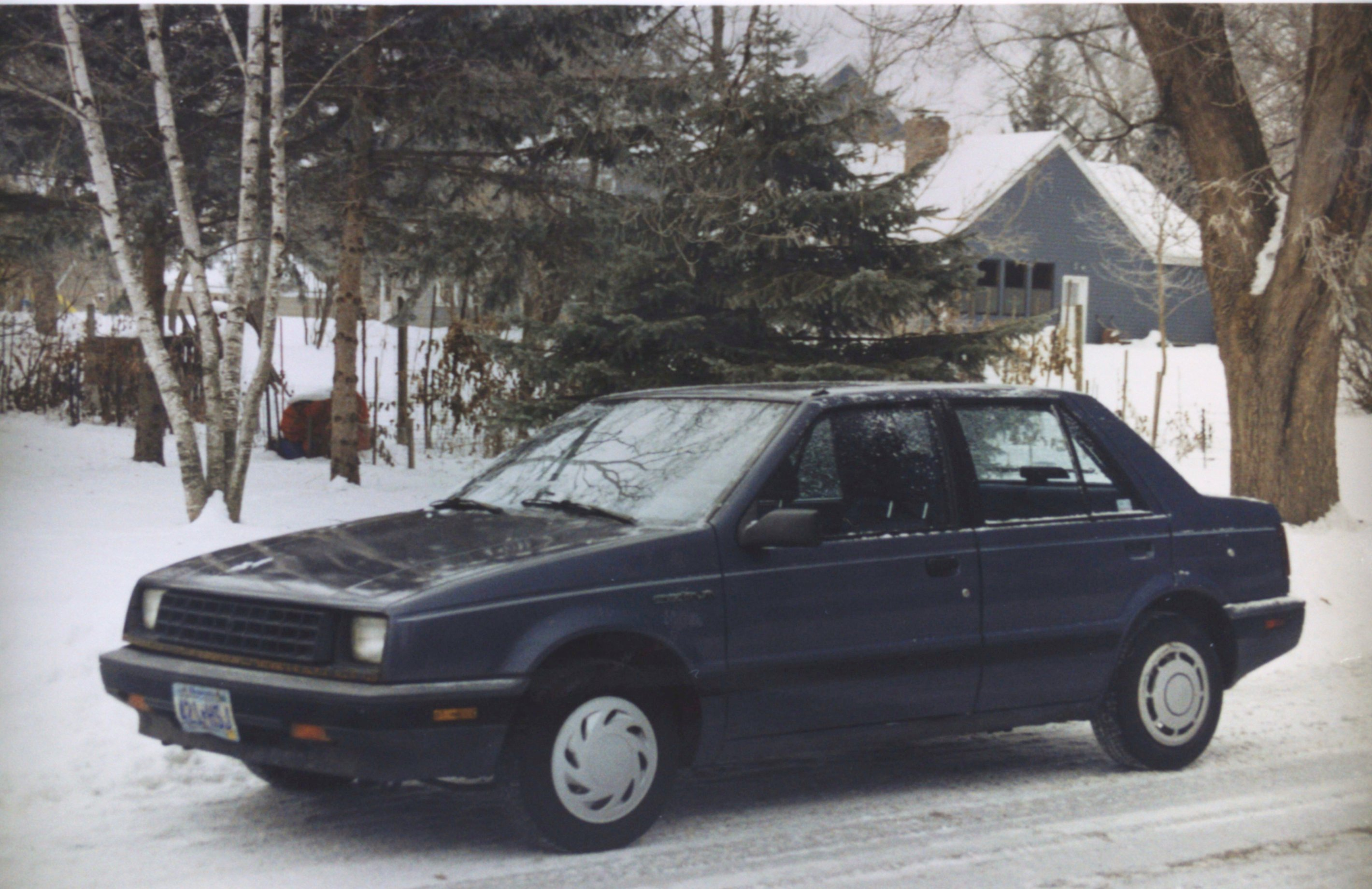
Chevrolet Spectrum (1985-1988)
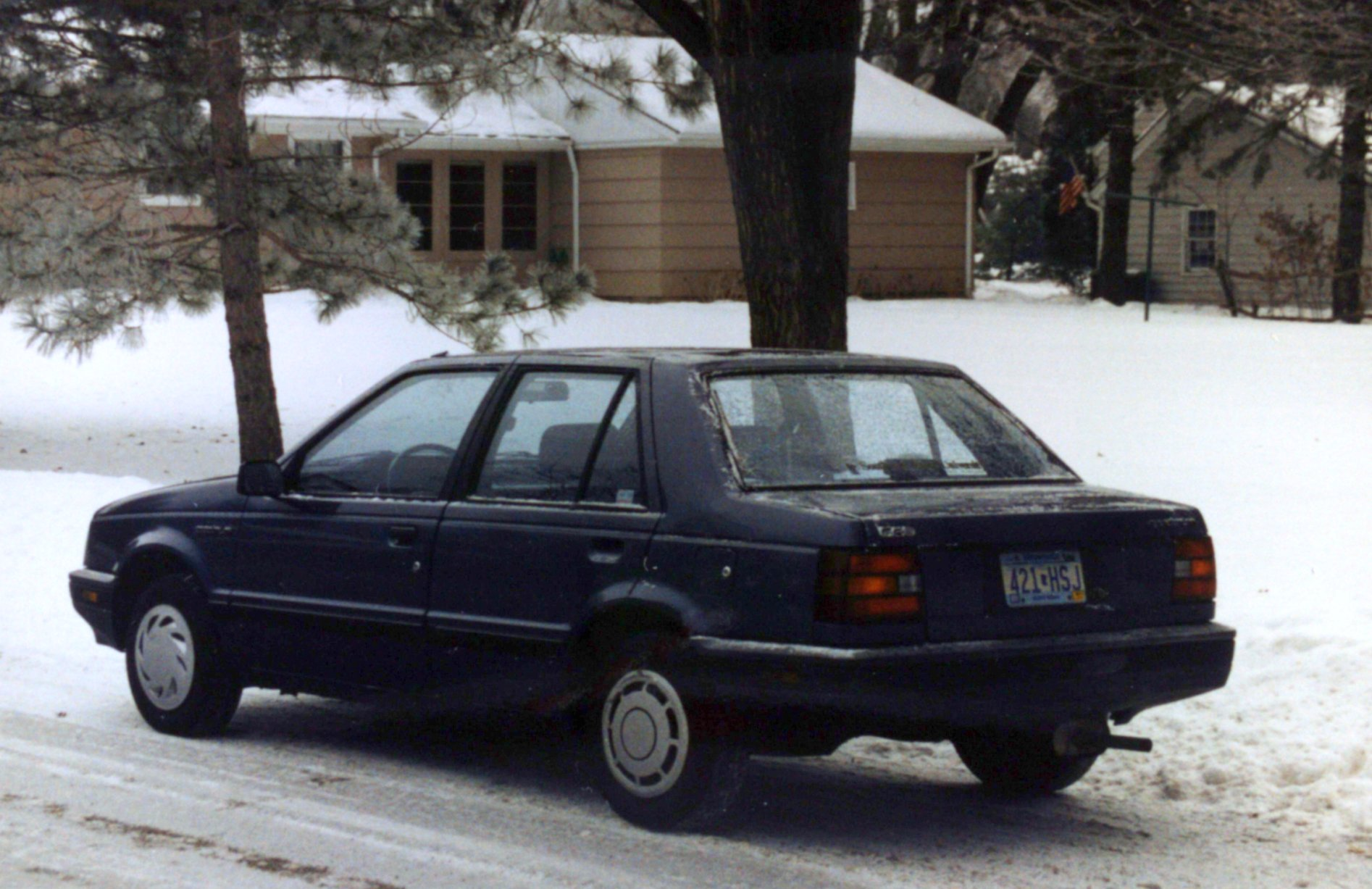
Chevrolet Spectrum (1985-1988), achteraanzicht
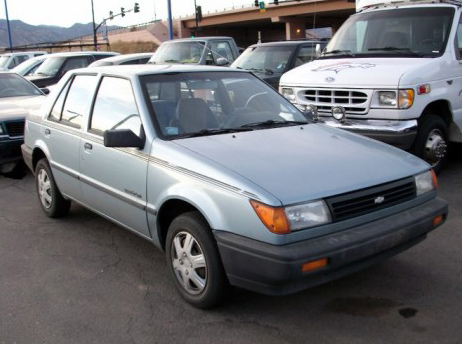
Geo Spectrum (1989)

### Geo Storm
De Geo Storm was een compacte sportwagen op basis van de Isuzu Impulse die van 1990 tot 1993 aangeboden werd als opvolger van de Geo Spectrum. De wagen was verkrijgbaar als driedeurs fastback coupé en als tweedeurs shooting brake. Die laatste werd in sommige markten aangeduid als de "Wagonback". Er waren twee uitrustingsniveaus beschikbaar: een basismodel en een GSi-model. Het basismodel werd geleverd met een drietraps automaat of een handgeschakelde vijfversnellingsbak. Het GSi-model werd geleverd met een handgeschakelde vijfversnellingsbak of een viertraps automaat, een achterspoiler, kuipstoelen en een krachtigere motor. Vanaf 1992 was de Geo Storm ook te koop in Canada.
In 1992 kreeg de Geo Storm een facelift met een nieuwe voor- en achterkant. De GSi kreeg een grotere 1,8-liter motor ter vervanging van de vroegere 1,6-liter motor en een opnieuw ontworpen achterspoiler.
Ondanks sterke verkoopcijfers werd de Geo Storm in 1993 stopgezet. Dit was gedeeltelijk te wijten aan het feit dat Isuzu zijn autolijnen stopzette en zich opnieuw ging richten op vrachtwagens en SUV's.

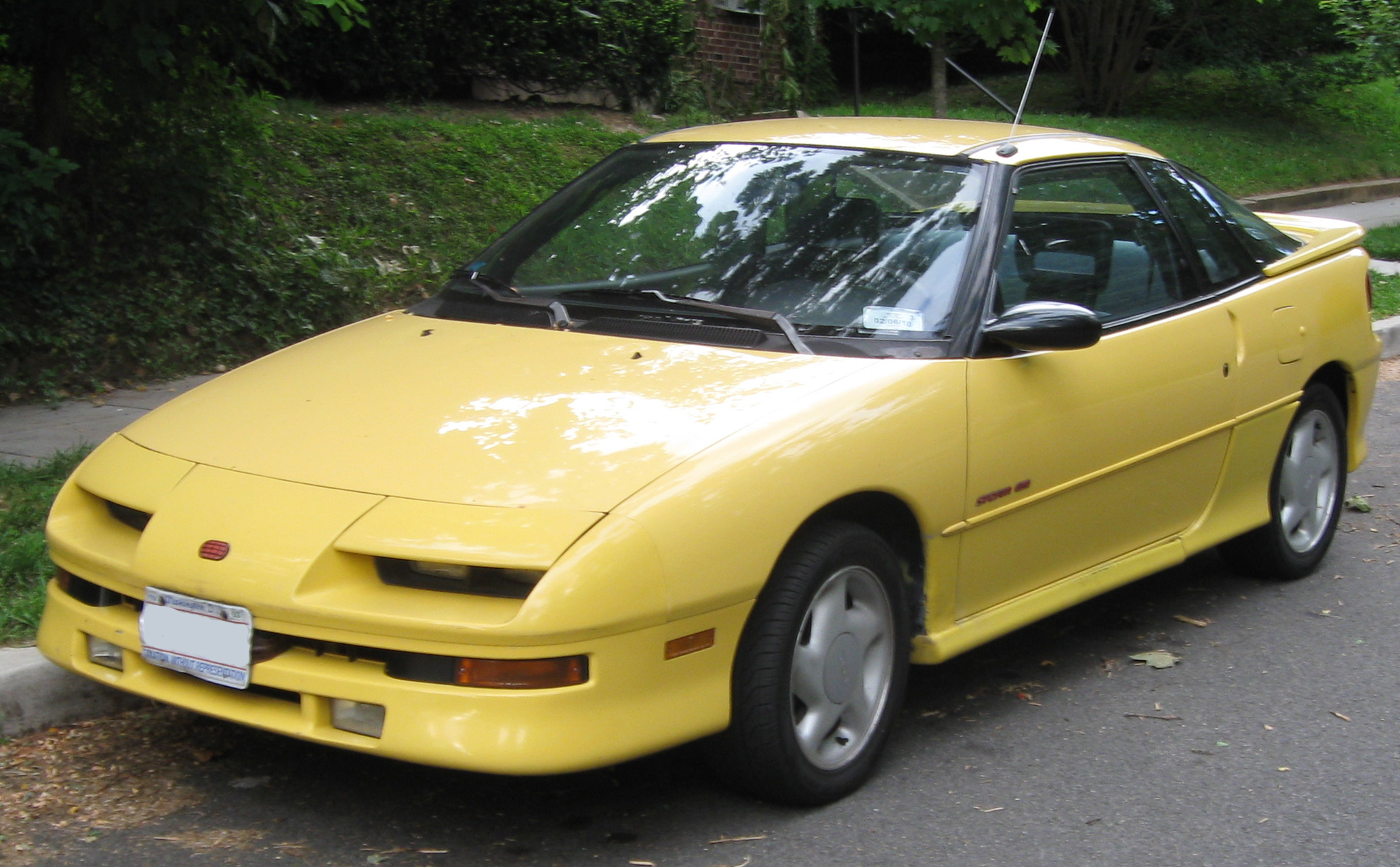
Geo Storm (1990–1993)
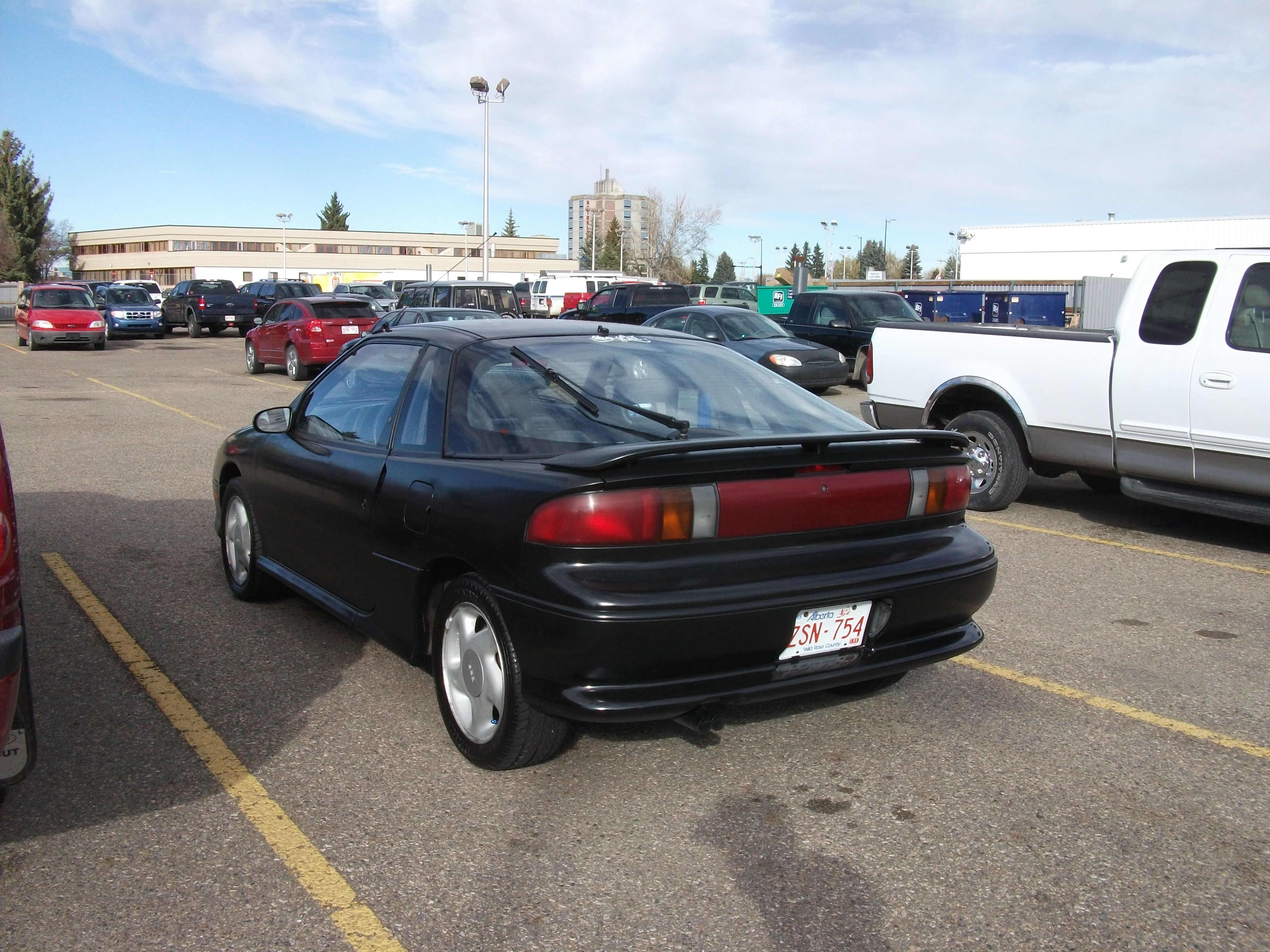
Geo Storm (1990–1993), achteraanzicht
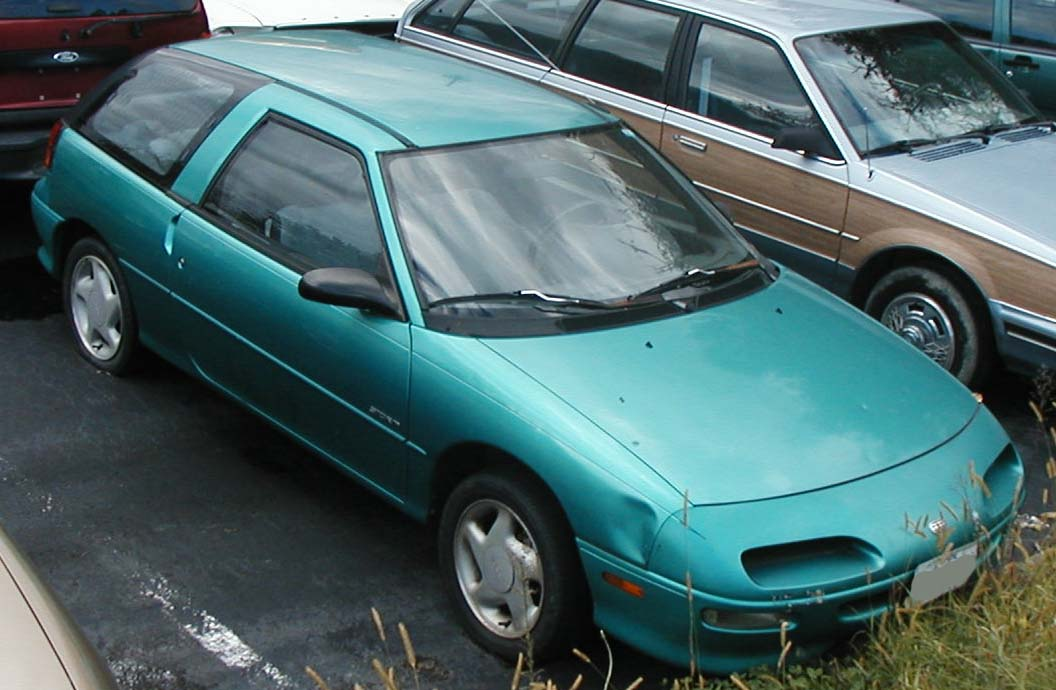
Geo Storm Wagonback (1991–1993)
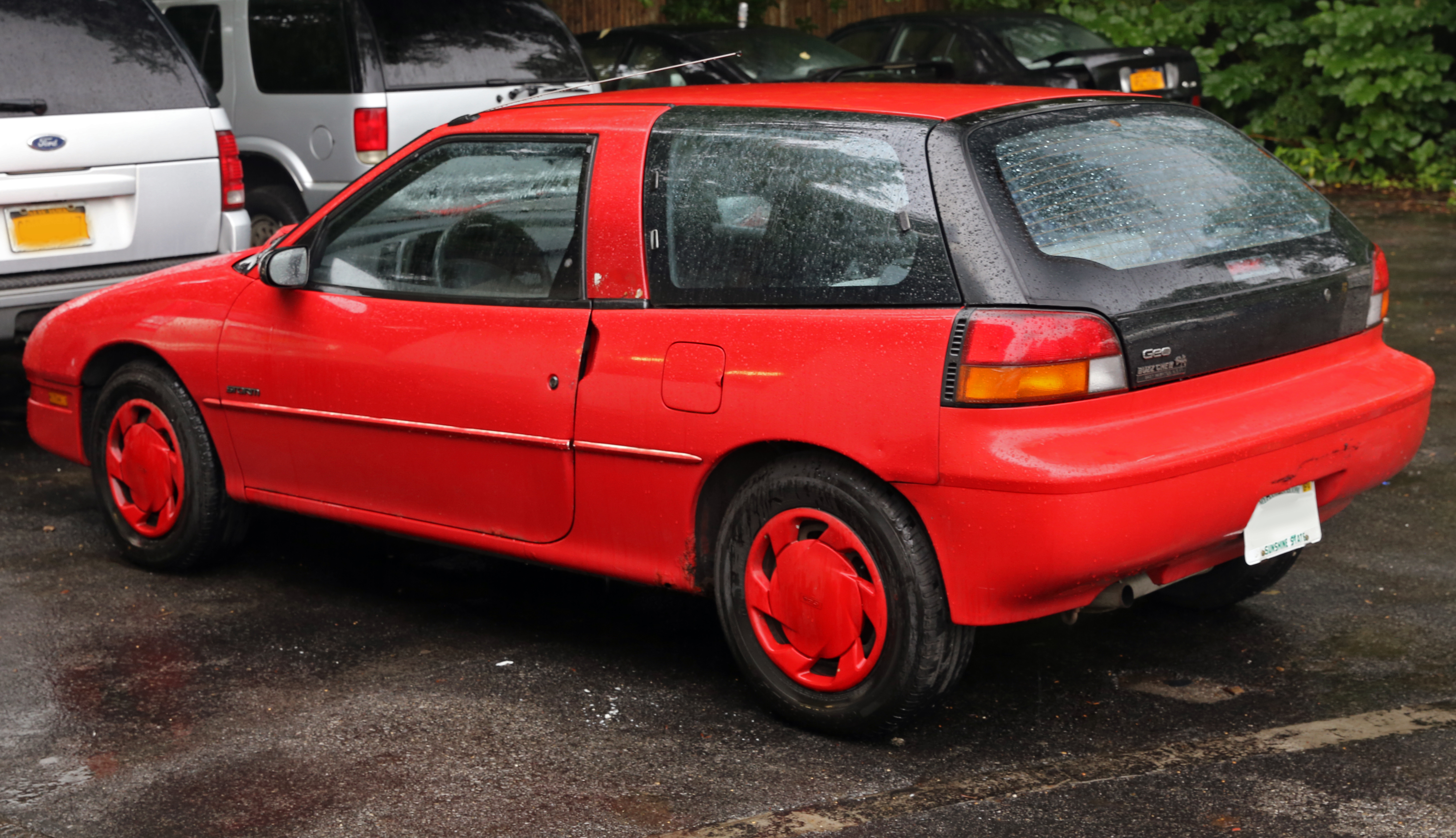
Geo Storm Wagonback (1991–1993), achteraanzicht

### Geo Tracker
De Geo Tracker was een compacte SUV op basis van de Suzuki Vitara die van 1989 tot 2004 geproduceerd werd. De Geo Tracker was een tweedeurs voertuig dat kon geleverd worden met een vast dak of met een stoffen kap. Alle modellen tussen 1989 en 1990 werden aangeboden met een handgeschakelde vijfversnellingsbak en vierwielaandrijving. In 1996 werd het tweedeurs model met vast dak geschrapt ten gunste van een vierdeurs model met een optionele viertraps automatische transmissie.
De Tracker werd van 1989 tot 1998 verkocht onder het merk Geo en van 1999 tot 2004 als Chevrolet Tracker. In 1999 werd de Tracker volledig opnieuw ontworpen.

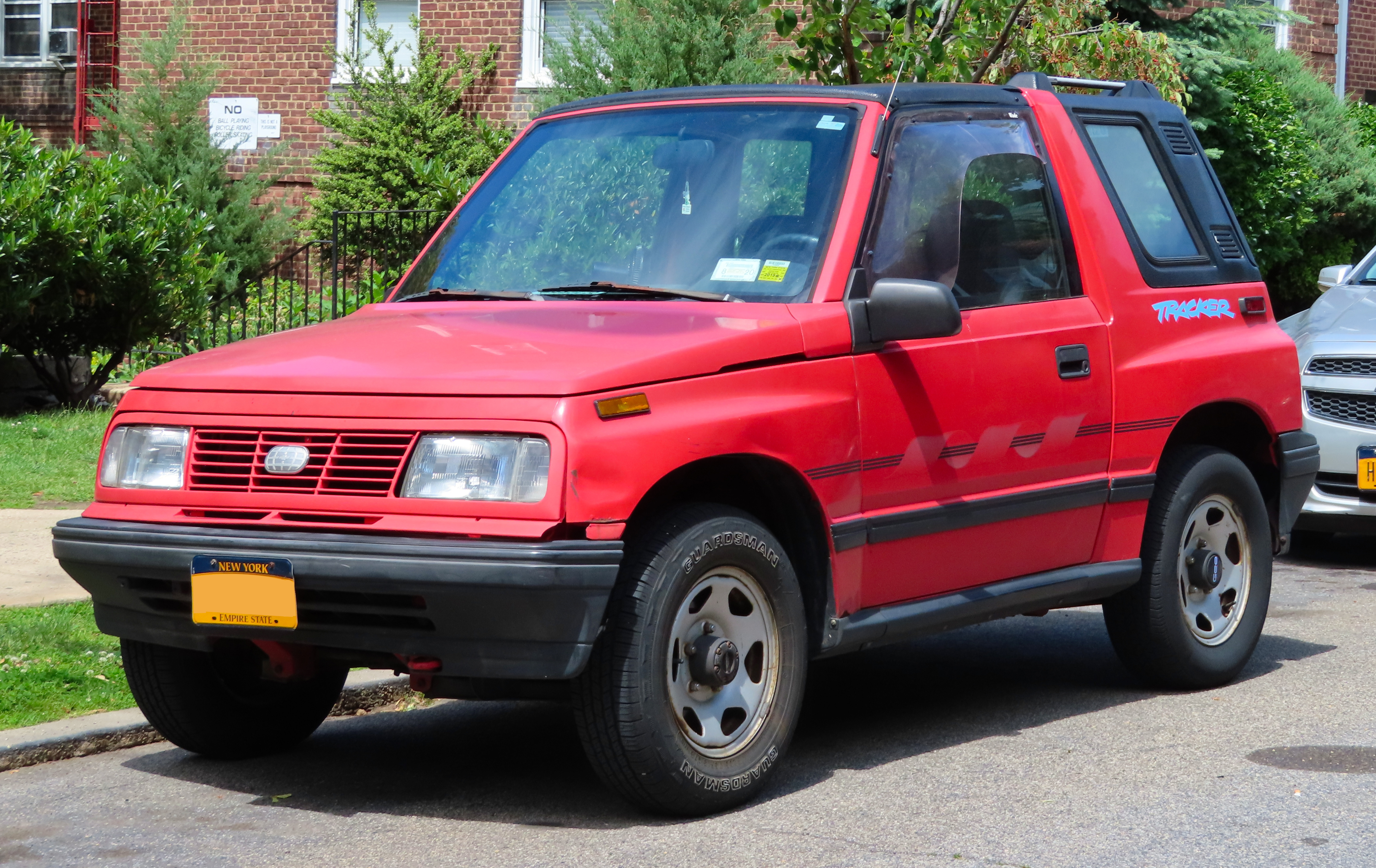
Geo Tracker (1989–1998)
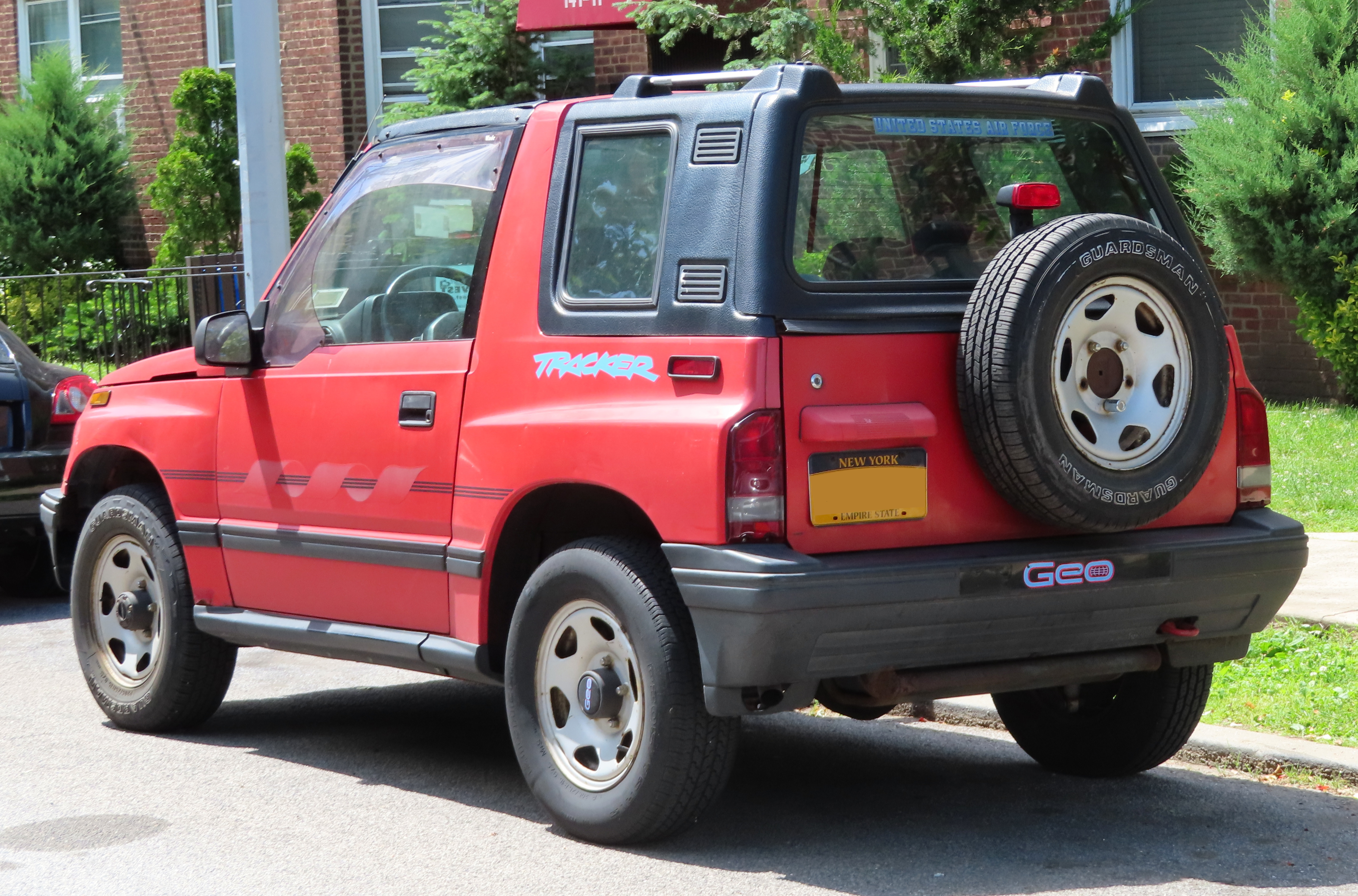
Geo Tracker (1989–1998), achteraanzicht
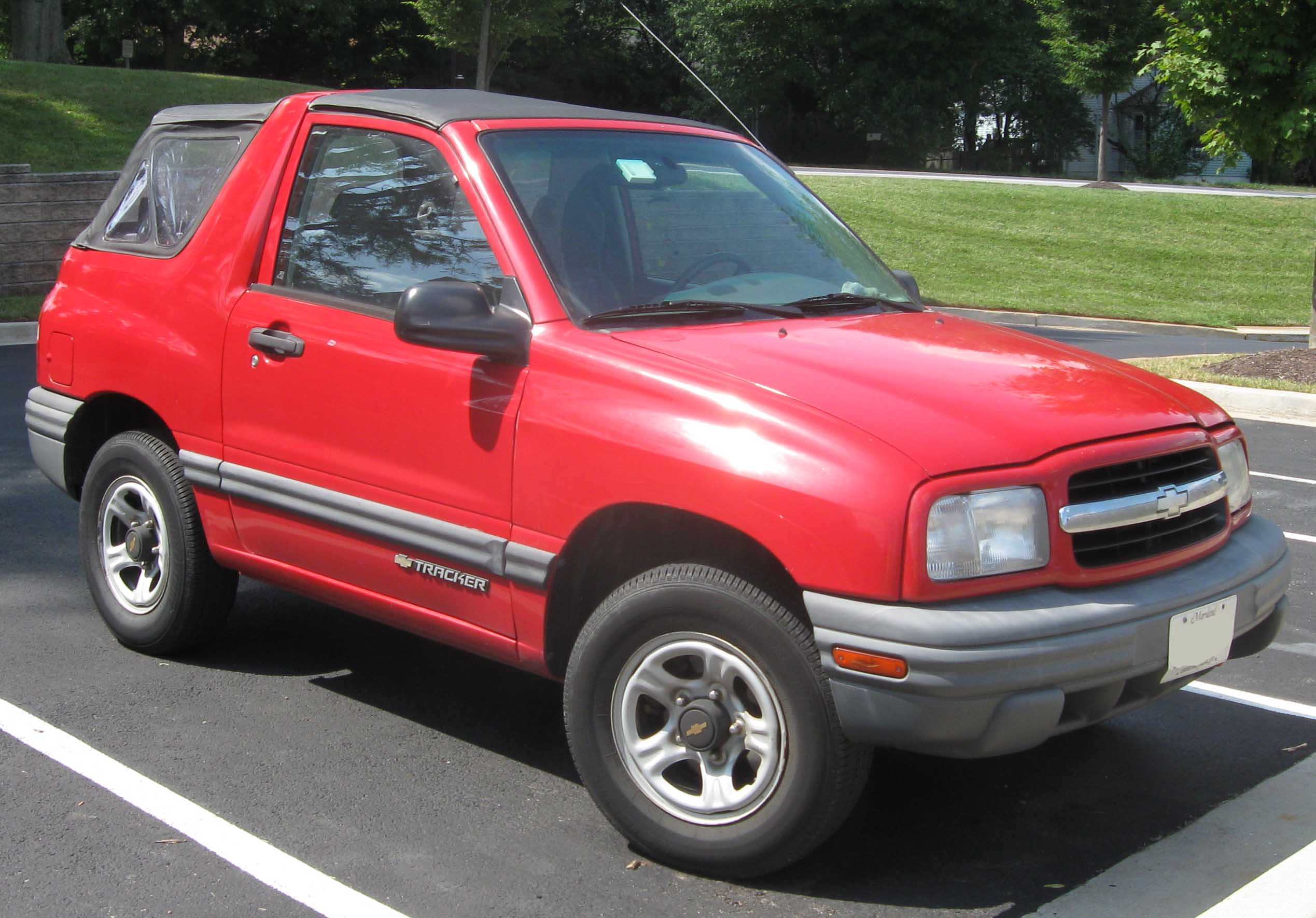
Chevrolet Tracker (1999-2004)
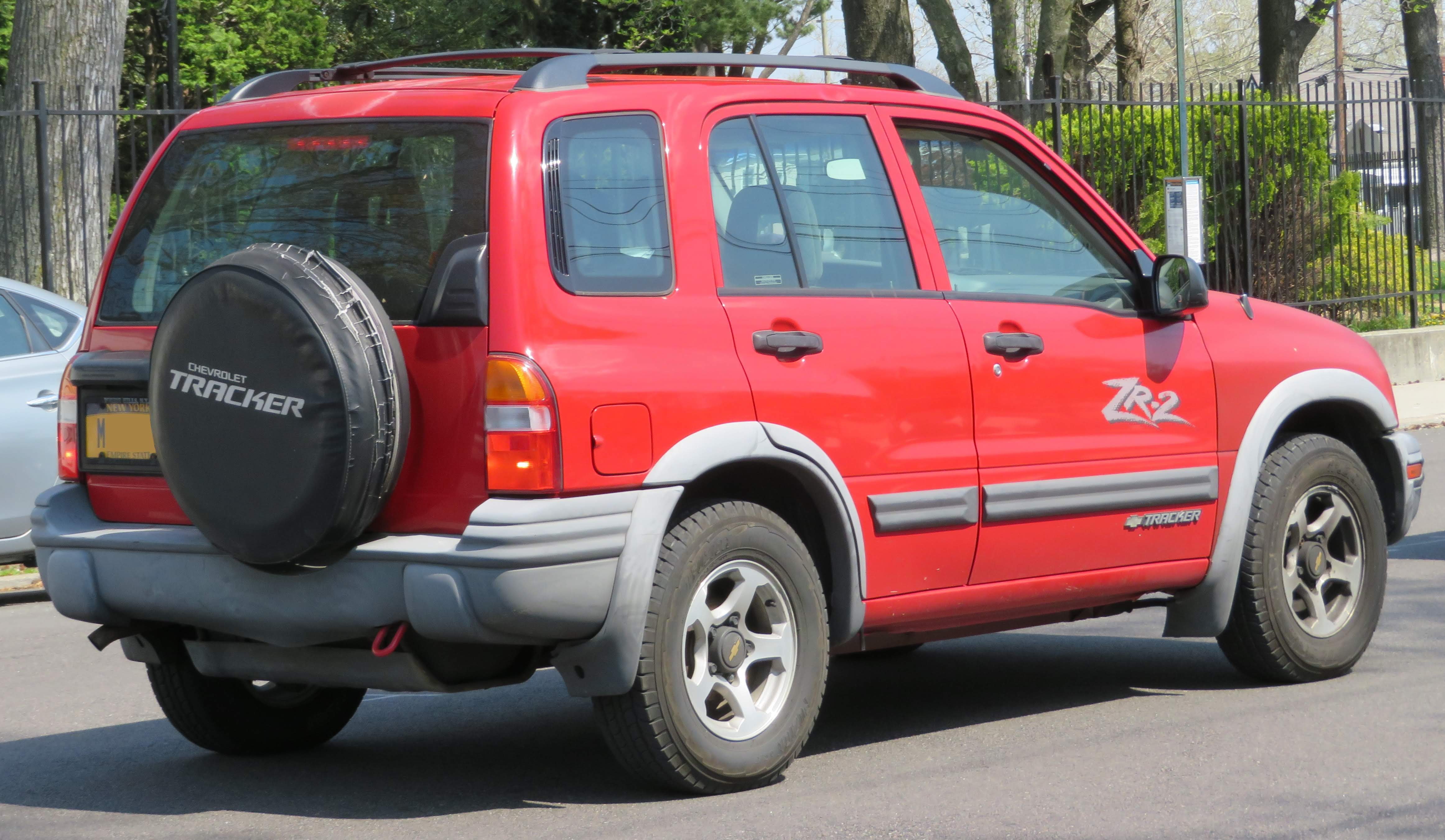
Chevrolet Tracker (1999-2004), achteraanzicht

## Tijdlijn
| Type                  | 1989           | 1990           | 1990           | 1990           | 1990           | 1990           | 1990           | 1990           | 1990           | 1990 | 1990 |
| Type                  | 9              | 0              | 1              | 2              | 3              | 4              | 5              | 6              | 7              |      |      |
| Compacte klasse       | Metro          | Metro          | Metro          | Metro          | Metro          | Metro          | Metro          | Metro          | Metro          |      |      |
| Compacte middenklasse | Spectrum       |                |                |                |                |                |                |                |                |      |      |
| Compacte middenklasse | Prizm          | Prizm          | Prizm          | Prizm          | Prizm          | Prizm          | Prizm          | Prizm          | Prizm          |      |      |
| Compacte sportwagen   |                | Storm          | Storm          | Storm          | Storm          |                |                |                |                |      |      |
| Compacte SUV          | Tracker        | Tracker        | Tracker        | Tracker        | Tracker        | Tracker        | Tracker        | Tracker        | Tracker        |      |      |
| Eigenaar              | General Motors | General Motors | General Motors | General Motors | General Motors | General Motors | General Motors | General Motors | General Motors |      |      |

Buick · Cadillac · Chevrolet · Corvette · GMC ·
Holden

Voormalige merken:
Acadian (1962–1971) · Asüna (1992–1995) · Beaumont (1966–1969) · Bedford Vehicles (1930–1986) · Daewoo (1999–2011) · Elmore (1893–1912) · Geo (1989–1997) · Hummer (1992–2010) · LaSalle (1927–1940) · Marquette (1929–1930) · McLaughlin automobile (1918–1942) · Oakland (1907–1931) · Oldsmobile (1897–2004) · Opel (1929-2017) · Passport (1988–1991) · Pontiac (1926-2010) · Ranger (1968–1976) · Saab (1989-2010) · Saturn (1985–2010) · Scripps-Booth (1913–1923) · Statesman (1971–1984) · Vauxhall (1925-2017) ·  Viking (1929–1931) · Yellow Coach (1925–1943)